# Ice Hockey
Ice Hockey (яп. アイスホッケー) (с англ. — «Хоккей с шайбой») — компьютерная игра в жанре спортивного симулятора хоккея с шайбой, разработанная и выпущенная компанией Nintendo эксклюзивно для игровой приставки NES. Вышла в марте 1988 года на северо-американском рынке и 15 апреля того же года на японском рынке. В 2006 году игра была переиздана компанией Nintendo для Virtual Console. Является предпоследней из 12 игр серии спортивных симуляторов, выпущенных Nintendo на NES под маркировкой «Sports Series».
Директором Ice Hockey являлся Хидеки Конно, участвовавший в разработке таких игр, как: Super Mario World и Super Mario World 2: Yoshi's Island для SNES, SimCity для SNES, серия игр Nintendogs для Nintendo DS, F-Zero X и Mario Kart 64 для Nintendo 64 и The Legend of Zelda: The Wind Waker для GameCube.

## Игровой процесс
| Команда            | Famicom (Япония) | NES NTSC (США) | NES PAL (Европа) |
| ------------------ | ---------------- | -------------- | ---------------- |
| Канада (CAN)       | Да               | Да             | Да               |
| Польша (POL)       | Да               | Да             | Да               |
| Португалия (POR)   | Нет              | Нет            | Да               |
| СССР (URS)         | Да               | Да             | Да               |
| США (USA)          | Да               | Да             | Да               |
| Швеция (SWE)       | Нет              | Да             | Да               |
| Чехословакия (TCH) | Да               | Да             | Да               |
| Япония (JAP)       | Да               | Нет            | Нет              |

Игра представляет собой достаточно сильно упрощённый вариант хоккея с шайбой. Многие особенности и правила настоящего хоккея были упрощены в связи с ограниченными возможностями консоли. Так, например, вместо команды из шести человек на лёд в игре выходят только пятеро — вратарь и четыре полевых игрока.
В игре предусмотрены два режима: один игрок против компьютера и два игрока. В самом начале игроку предлагается для себя и для компьютерного оппонента выбрать национальную сборную из списка доступных (в случае с двумя игроками каждый выбирает команду и делает другие настройки сам). В зависимости от региональной версии игры может быть доступно разные количество и состав команд. В японской и американской версии доступно шесть команд, в европейской — семь. Друг от друга команды отличаются только расцветкой формы. После выбора команды игрок выбирает предпочтительную скорость игры и длительность периода — 7, 10 или 15 минут (в отличие от 20 минут в настоящем хоккее). Кроме того, существует возможность перед началом матча выбрать тип хоккеиста для каждого полевого игрока. Всего типов игроков три: сильный и медленный, игрок средней силы и средней скорости, а также слабый, но быстрый игрок. Отдельных имён у хоккеистов в Ice Hockey нет.
После этих настроек начинается сама игра. Вид на игровое поле — сверху, на хоккеистов — сбоку. Разметка поля и его относительные размеры приблизительно соответствуют действительности, как и сам процесс и цель игры — передавая шайбу от игрока к игроку, забить как можно больше голов в ворота противника. Правила игры также сильно упрощены, отсутствуют штрафы за различные нарушения (присутствуют только удаления с поля за драку на льду), присутствуют лишь вбрасывания в зоне защиты пробросившей команды в случае проброса.

Кадр из игры

Управление производится с помощью D-pad-а для определения направления движения хоккеистов, и две кнопки геймпада — одна для пасов, вторая для ударов по воротам и атак, в случае если шайба находится у противника. Когда игра перемещается к воротам, игрок получает возможность управлять вратарём, передвигая его вверх-вниз по линии ворот.
По центру верхней части экрана находится табло, показывающее флаги команд, находящихся на поле, и текущий счёт. В случае, если по окончании трёх периодов счёт остаётся ничейным — назначаются буллиты (овертайм настоящего хоккея отсутствует), в ходе которых игрок, управляя по очереди полевыми хоккеистами и вратарём, должен стараться забить как можно больше голов и пропустить как можно меньше.
После победы в матче игра возвращается к стартовому экрану выбора команды.

## Критика
В большинстве рецензий игра получила достаточно высокие оценки, в то время как переизданный вариант для Wii был оценён на порядок ниже оригинала. По версии популярного веб-сайта MobyGames средняя оценка игры составляет 72/100, а по мнению интернет-портала GameFAQs — 8,2/10 на основе мнений 20 рецензентов.
В рейтинге 100 лучших игр NES на англоязычном новостном и информационном веб-сайте, освещающем тематику компьютерных игр — IGN, Ice Hockey заняла сотое место. В рейтинге 200 лучших игр Nintendo, опубликованном в американском ежемесячном журнале Nintendo Power, Ice Hockey была поставлена на 142 место из 200. По данным англоязычного сайта gamrReview by VGChartz всего было продано 2,42 млн экземпляров картриджей с игрой.

### Рецензии
NES
- Англоязычный веб-сайт NintendoLife оценил игру в 7 баллов из 10, назвав игру увлекательной и ничем не уступающей другому хоккейному симулятору на NES — Blades of Steel, названному многими фанатами лучшим в своём жанре на этой консоли[10].
- Другой англоязычный сайт — Gamervision, поставил Ice Hockey оценку 8/10. По мнению сайта, несмотря на то, что Ice Hockey возможно и не лучшая спортивная игра на NES, играть в неё забавно и в наше время. Из минусов игры были отмечены некоторые недостатки при игре против компьютера[11].
- Посвящённый классическим консольным играм веб-сайт Digitpress.com поставил игре 9 баллов из 10, в том числе: 7/10 за графику, 8/10 за звук и 9,5/10 за геймплей. Игра была названа одним из лучших симуляторов хоккея с шайбой в истории компьютерных игр. В отзыве говорится, что наряду с Blades of Steel данная игра является единственным качественным симулятором хоккея на NES[12].

Wii
- В рецензии веб-сайта IGN от 12 декабря 2006 года варианту Ice Hockey для Wii дана оценка 7,0/10, из них: 6,5/10 за графическое оформление и по 7,0/10 за геймплей и звук. В рецензии говорится: несмотря на то, что игра далека от настоящего хоккея с шайбой, Ice Hockey является забавной и увлекательной игрой, лучшей спортивной игрой среди ранних игр на NES[13].
- Немецкий веб-сайт Eurogamer.de, освещающий современные компьютерные и консольные игры, поставил переизданному варианту Ice Hockey 3 золотые монетки из 5. Игра была названа вполне достойной внимания, несмотря на то, что она всё же уступает выпущенной чуть позднее компанией Konami Blades of Steel[14].
- На посвящённом играм Wii и Nintendo DS британском веб-сайте WiiDS.co.uk игра Ice Hockey на Wii была оценена в максимальные 10 баллов из 10 и названа сравнимой в графическом плане с выпущенной в этой же серии игре Soccer, однако, более увлекательной[15].